# Transat Jacques Vabre
La Transat Jacques Vabre, chiamata anche La Route du café o anche Transat en double (per opposizione alla Transat inglese che è in solitario), è una corsa velica transatlantica in doppio (equipaggio di due marinai) che si svolge ogni due anni dal 1993.

In funzione degli anni, essa è aperta ai monoscafi IMOCA 60, 50 piedi o Class40 e multiscafi Multi50, ORMA o MOD 70.
Questa corsa fu creata a seguito della scomparsa della transat en double (chiamata anche transat Lorient-Les Bermudes-Lorient o transat Lorient-Saint-Barthélemy-Lorient), organizzata con altri sponsor, nel 1979, 1983 e 1989 e basata su una doppia traversata dell'Atlantico.

## La Storia
- 1993: Creazione della Route du Café, corsa in solitario da Le Havre (Francia) a Cartagena (Colombia).
- 1995: La Transat Jacques Vabre diventa una corsa in doppio.
- 2001: Salvador (Brasile) è la nuova destinazione finale.
- 2009: Limón (Costa Rica) è la nuova destinazione finale.
- 2013: Itajaí (Brasile) è la nuova destinazione finale.
- 2017: Salvador de Bahia (Brasile) è la nuova destinazione finale.[1]

La corsa annota due vittorie di velisti italiani: nel 2007 Giovanni Soldini in coppia con Pietro d’Alì nella categoria Class 40 e nel 2015 Giancarlo Pedote co-skipper di Erwan Le Roux nei Multi50.

## Le Barche
Nel corso delle edizioni le classi veliche sono variate, nell'edizione del 2015 erano:
- ULTIME : multiscafi di lunghezza fuori tutto superiore o uguale a 60 piedi (18,29 m) senza altre limitazioni di dimensione
- MULTI50 : multiscafi in conformità con le regole Multi50 (50 piedi (15,24 m) di lunghezza e di larghezza massima)
- IMOCA : monoscafi in conformità con le regole IMOCA (60 piedi (18,29 m) di lunghezza massima)
- CLASS40 : monoscafi in conformità con le regole Class40 (40 piedi (12,19 m) di lunghezza e di larghezza massima)

## Edizioni

### 1993
| Classe     | Pos              | Skipper             | Yacht       | Tempo |
| ---------- | ---------------- | ------------------- | ----------- | ----- |
| Multiscafi |                  |                     |             |       |
| 1          | Paul Vatine      | Haute Normandie     | 16j 00h 46' |       |
| 2          | Laurent Bourgnon | Primagaz            | 16j 08h 39' |       |
| 3          | Francis Joyon    | Banque Populaire    | 17j 01h 26' |       |
| Monoscafi  |                  |                     |             |       |
| 5          | Yves Parlier     | Cacolac d'Aquitaine | 18j 23h 38' |       |
| 6          | Alain Gautier    | Bagages Supérior    | 20j 05h 51' |       |
| 7          | Loïck Peyron     | Fujicolor III       | 20j 20h 45' |       |

### 1995
| Classe     | Pos                           | Skipper                | Yacht       | Tempo |
| ---------- | ----------------------------- | ---------------------- | ----------- | ----- |
| Multiscafi |                               |                        |             |       |
| 1          | Paul Vatine & Roland Jourdain | Région Haute Normandie | 14j 12h 25' |       |
| 2          | F. Joyon & J. Vincent         | Banque Populaire       | 14j 13h 01' |       |
| 3          | L. Bourgnon & C. Lewis        | Primagaz               | 14j 16h 12' |       |
| Monoscafi  |                               |                        |             |       |
| 5          | J.Maurel & F.Dahirel          | Côtes d'Or             | 21j 08h 40' |       |
| 6          | J.Y Hasselin & H. Besson      | PRB Vendée             | 22j 12h 05' |       |
| 7          | P. de Radigues & Y. Le Cornec | La Novia               | 22j 23h 47' |       |

### 1997
| Classe     | Pos                       | Skipper               | Yacht       | Tempo | kn |
| ---------- | ------------------------- | --------------------- | ----------- | ----- | -- |
| Multiscafi |                           |                       |             |       |    |
| 1          | L. Bourgnon & Y. Bourgnon | Primagaz              | 14j 07h 37' | 14,21 |    |
| 2          | P. Vatine & JL. Nélias    | Chauss'Europ          | 15j 10h 11' | 13,11 |    |
| 3          | L. Peyron & F. Proffit    | Fujicolor             | 15j 16h 45' | 12,88 |    |
| Monoscafi  |                           |                       |             |       |    |
| 5          | Y. Parlier & Éric Tabarly | Aquitaine Innovations | 19j 23h 19' | 9,18  |    |
| 6          | M. Thiercelin & D. Wavre  | Somewhere             | 21j 02h 49' | 8,68  |    |
| 7          | J. Maurel & F. Dahirel    | Saupiquet             | 22j 07h 40' | 8,22  |    |

### 1999
| Classe     | Pos                        | Skipper                  | Yacht       | Tempo | kn |
| ---------- | -------------------------- | ------------------------ | ----------- | ----- | -- |
| Multiscafi |                            |                          |             |       |    |
| 1          | L. Peyron & F. Proffit     | Fujicolor                | 15j 02h 08' | 14,81 |    |
| 2          | F. Cammas & S. Ravussin    | Groupama                 | 15j 17h 07' | 14,23 |    |
| 3          | Y. Bourgnon & L. Bourgnon  | Foncia                   | 15j 19h 26' | 14,14 |    |
| Monoscafi  |                            |                          |             |       |    |
| 5          | T. Coville & H. Jan        | Sodébo, Savourons la vie | 19j 17h 31' | 9,29  |    |
| 6          | C . Chabaud & L. Bartissol | Whirlpool                | 19J 18h 41' | 9,27  |    |
| 7          | M. Golding & Ed Danby      | Team Group 4             | 19j 19h 03' | 9,26  |    |

### 2013
| Classe                | Pos                                     | Skipper                                     | Yacht             | Tempo    | nm    | kn |
| --------------------- | --------------------------------------- | ------------------------------------------- | ----------------- | -------- | ----- | -- |
| MOD70 (2 iscritti)    |                                         |                                             |                   |          |       |    |
| 1                     | Sébastien Josse & Charles Caudrelier    | Edmond de Rothschild                        | 11j 05h 03min 54s | 5.951,79 | 22,12 |    |
| 2                     | Sidney Gavignet & Damian Foxall         | Oman Air-Musandam                           | 11j 10h 04min 09s | 5.967,65 | 21,77 |    |
| Multi50 (10 iscritti) |                                         |                                             |                   |          |       |    |
| 3                     | Erwan Le Roux & Yann Eliès              | FenetreA - Cardinal                         | 14j 17h 50min 15s | 5.872,04 | 16,60 |    |
| 4                     | Yves Le Blevec & Kito de Pavant         | Actual                                      | 14j 22h 47min 30s | 5.866,20 | 16,35 |    |
| 9                     | Gilles Lamiré & Andrea Mura             | Rennes Métropole - Saint-Malo Agglomération | 19j 16h 03min 46s | 6.229,99 | 13,20 |    |
| IMOCA (26 iscritti)   |                                         |                                             |                   |          |       |    |
| 5                     | Vincent Riou & Jean Le Cam              | PRB                                         | 17j 00h 41min 47s | 5.769,20 | 14,12 |    |
| 6                     | Marc Guillemot & Pascal Bidégorry       | Safran                                      | 17j 04h 43min 23s | 5.746,74 | 13,92 |    |
| 7                     | Jérémie Beyou & Christopher Pratt       | Maître CoQ                                  | 17j 05h 15min 07s | 5.743,41 | 13,90 |    |
| Class40 (6 iscritti)  |                                         |                                             |                   |          |       |    |
| 16                    | Sébastien Rogues & Fabien Delahaye      | GDF Suez                                    | 20j 21h 41min 25s | 5.573,78 | 11,11 |    |
| 17                    | Alex Pella & Pablo Santurde             | Tales Santander 2014                        | 21j 01h 22min 15s | 5.660,16 | 11,20 |    |
| 18                    | Jörg Riechers & Pierre Brasseur Drapeau | Mare                                        | 21j 03h 21min 55s | 5.663,16 | 11,16 |    |

### 2015
| Classe                | Pos                                | Skipper                     | Yacht             | Tempo    | nm    | kn    | kn |
| --------------------- | ---------------------------------- | --------------------------- | ----------------- | -------- | ----- | ----- | -- |
| Ultime (4 iscritti)   |                                    |                             |                   |          |       |       |    |
| 1                     | François Gabart & Pascal Bidégorry | Macif                       | 12j 17h 29min 27s | 6.339,80 | 17,68 | 20,80 |    |
| 2                     | Thomas Coville & Jean-Luc Nélias   | Sodebo Ultim'               | 13j 1h 17min 38s  | 6.415,20 | 17,26 | 20,50 |    |
| Multi50 (4 iscritti)  |                                    |                             |                   |          |       |       |    |
| 3                     | Erwan Le Roux & Giancarlo Pedote   | FenêtréA Prysmian           | 16j 22h 29min 13s | 6.121,90 | 13,28 | 15,10 |    |
| 7                     | Thierry Bouchard & Olivier Krauss  | Ciela Village               | 17j 17h 44min 51s | 6.400.60 | 12,68 | 15,00 |    |
| 14                    | Lalou Roucayrol & César Dohy       | Arkema                      | 20j 22h 47min 55s | 6.336.50 | 10,74 | 12,60 |    |
| IMOCA (20 iscritti)   |                                    |                             |                   |          |       |       |    |
| 4                     | Vincent Riou & Sebastien Col       | PRB                         | 17j 00h 22min 24s | 6.034,10 | 13,22 | 14,80 |    |
| 5                     | Armel Le Cléac'h & Erwan Tabarly   | Banque populaire VIII       | 17j 8h 29min 9s   | 6.118,70 | 12,97 | 14,70 |    |
| 6                     | Yann Elies & Charlie Dalin         | Queguiner - Leucémie Espoir | 17j 10h 1min 23 s | 6.055,80 | 12,92 | 14,50 |    |
| Class40 (14 iscritti) |                                    |                             |                   |          |       |       |    |
|                       | Yannick Bestaven & Pierre Brasseur | Le Conservateur             | 24j 08h 10min 09s | 5.962,60 | 9,24  | 10,20 |    |
|                       | Maxime Sorel & Sam Manuard         | V and B                     | 24j 10h 4min 31s  | 5.970,00 | 9,21  | 10,20 |    |
|                       | Louis Duc & Christophe Lebas       | Carac Advanced Energies     | 25j 21h 29min 52s | 5.966,90 | 8,69  | 9,60  |    |